# Les Portes-du-Coglais
Les Portes-du-Coglais es una comuna nueva francesa situada en el departamento de Ille y Vilaine, de la región de Bretaña.

## Historia
Fue creada el 1 de enero de 2017, en aplicación de una resolución del prefecto de Ille y Vilaine de 30 de septiembre de 2016 con la unión de las comunas de Coglès, La Selle-en-Coglès y Montours, pasando a estar el ayuntamiento en la antigua comuna de Montours.

## Demografía
| Gráfica de evolución demográfica de Les Portes-du-Coglais entre 1800 y 2013 |
|                                                                             |

Los datos entre 1800 y 2013 son el resultado de sumar los parciales de las tres comunas que forman la nueva comuna de Les Portes-du-Coglais, cuyos datos se han cogido de 1800 a 1999, para las comunas de Coglès, La Selle-en-Coglès y Montours de la página francesa EHESS/Cassini. Los demás datos se han cogido de la página del INSEE.

## Composición
| Comuna delegada    | Código INSEE | Población (2013) | Superficie (km²) | Densidad (hab./km²) |
| ------------------ | ------------ | ---------------- | ---------------- | ------------------- |
| Coglès             | 35083        | 649              | 17.21            | 38                  |
| La Selle-en-Coglès | 35323        | 620              | 8.23             | 75                  |
| Montours           | 35191        | 1070             | 15.27            | 70                  |